# Johann Joachim Becher
Johann Joachim Becher (n. 6 mai 1635, Speyer, Sfântul Imperiu Roman – d. 1682, Londra, Regatul Angliei) a fost un alchimist și fizician german. A pus bazele teoriei flogisticului.